# Europejska Akademia Sztuk w Warszawie

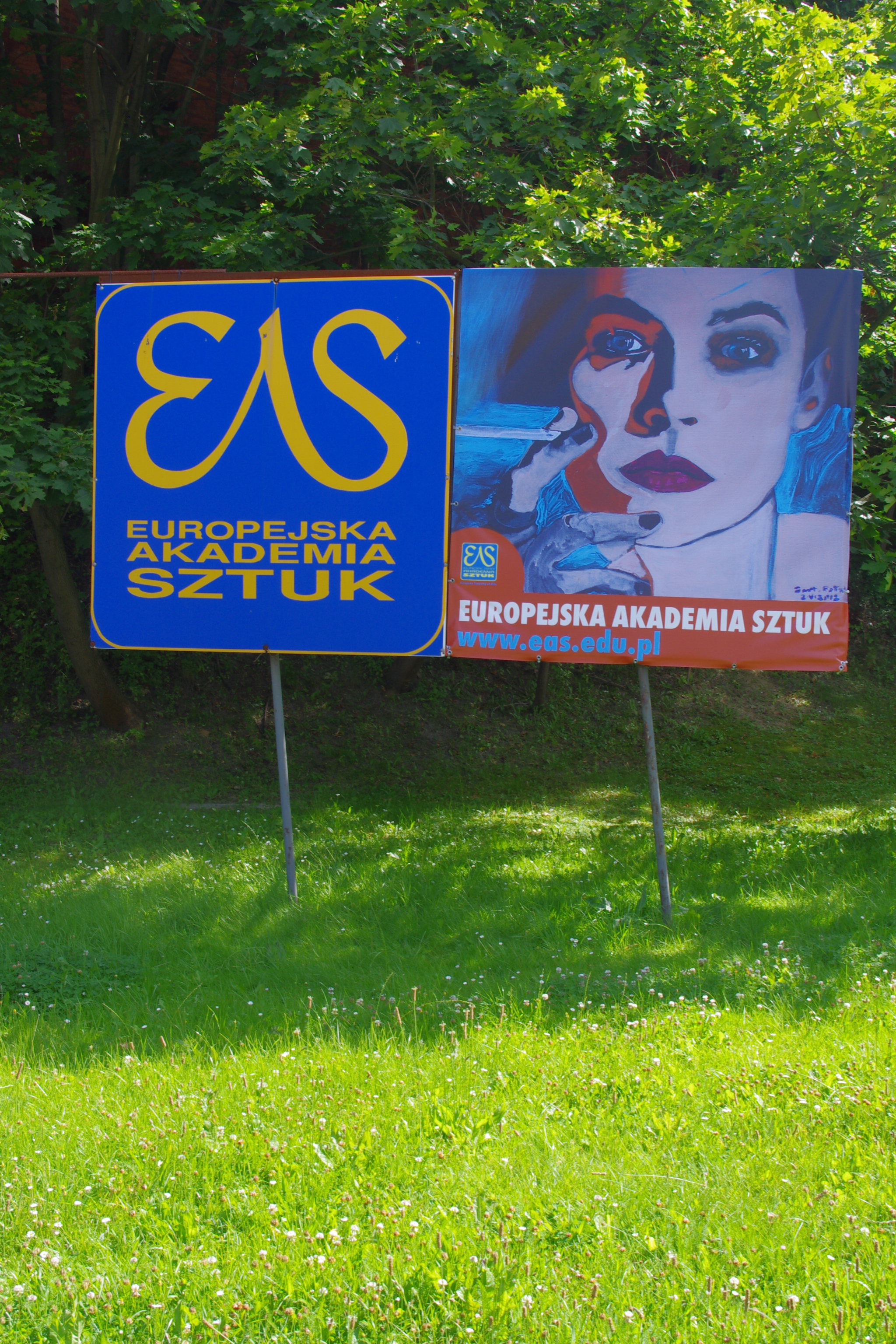
Bilbord reklamujący Europejską Akademię Sztuki w Warszawie, przy warszawskiej Cytadeli

Europejska Akademia Sztuk w Warszawie (EAS) – nieistniejąca już polska niepubliczna szkoła sztuk pięknych o statusie szkoły wyższej. Została utworzona w październiku 1992 roku i była pierwszą niepubliczną wyższą szkołą sztuk pięknych w Polsce. Jej założycielem i rektorem był prof. Antoni Fałat. Europejska Akademia Sztuk w Warszawie kształciła na dwóch wydziałach: na Wydziale Malarstwa i na Wydziale Grafiki. Główną siedzibą warszawskiej EAS był X Pawilon Cytadeli Warszawskiej, gdzie mieścił się Wydział Malarstwa oraz Wydział Grafiki, wykłady odbywały się w Pałacu Przebendowskich. W roku 2015 Europejska Akademia Sztuk w Warszawie została zamknięta, na jej miejscu powstał Europejski Wydział Sztuk Akademii Finansów i Biznesu Vistula.
EAS prowadziła studia dzienne:
- 5-letnie studia wyższe magisterskie

Opis postępowania kwalifikacyjnego: podstawą przyjęcia na studia był przegląd teczki prac i rozmowa kwalifikacyjna (historia sztuki, film, architektura, współczesne wydarzenia artystyczne, zainteresowania). Absolwent otrzymywał dyplom magistra sztuki.

## Władze uczelni
- Rektor – prof. EAS Antoni Fałat
- Prorektor – mgr inż. Roman Lipiński[3]
- Prorektor ds. studenckich – dr Wojciech Krzysztof Plewako (w l. 2005–2010)[4][5]
- Dziekan Wydziału Malarstwa – dr hab. Barbara Szubińska
- Dziekan Wydziału Grafiki – dr hab. Ryszard Osadczy

## Kierunki
- malarstwo
- grafika artystyczna
- projektowanie graficzne
- architektura i urbanistyka

## Ważniejsze nagrody i wyróżnienia
- Medal Komisji Edukacji Narodowej dla rektora EAS za szczególne zasługi dla oświaty i wychowania 1997
- Dyplom uznania Marszałka Sejmu RP Macieja Płażyńskiego dla rektora EAS za odwagę tworzenia wyższej edukacji niepaństwowej w III Rzeczypospolitej – czerwiec 2000
- Krzyż Kawalerski Orderu Odrodzenia Polski dla rektora EAS wśród 10 najlepszych uczelni niepaństwowych – grudzień 2001
- Pozytywna ocena Państwowej Komisji Akredytacyjnej – grafika 2003, malarstwo 2004